# Jules Stromboni
 (octobre 2018).
Jules Stromboni est un dessinateur de bande dessinée et illustrateur français, né en 1982.

## Biographie
Il a été formé à l'École des Gobelins à Paris. Il travaille également dans le secteur de l'animation.

## Œuvres
Bande-dessinées
- Le Futuriste, scénario d'Olivier Cotte. Casterman, 2008.
- L’Ultime Défi de Sherlock Holmes, scénario d'Olivier Cotte d'après le roman éponyme de Michael Dibdin. Casterman, coll. Rivages/Casterman/noir, 2010.
- Deux épisodes (79, 94) de la bédénovela Les Autres Gens publiée sur internet.
- Mazzeru, Casterman, 2017.

Animation
- Persépolis de Marjane Satrapi (2007)

Couverture de livre
- Le Grand Art roman d'Alexandra David-Néel. Éditions Le Tripode, 2018.